# Altinote neleus
Altinote neleus is een vlinder uit de familie van de Nymphalidae. De wetenschappelijke naam van de soort is voor het eerst geldig gepubliceerd in 1811 door Pierre André Latreille.